# Miesiąc miodowy w Paryżu
Miesiąc miodowy w Paryżu (ang. Paris Honeymoon) – amerykański film muzyczny z 1939 roku wyreżyserowany przez Franka Tuttle’a, według scenariusza Franka Butlera i Dona Hartmana. W rolach głównych występują: Bing Crosby, Franciska Gaal, Akim Tamiroff, Shirley Ross i Edward Everett Horton.

## Obsada
- Bing Crosby jako ‘Lucky’ Lawton
- Franciska Gaal jako Manya
- Akim Tamiroff jako Major Peter Karloca
- Shirley Ross jako Barbara Wayne
- Edward Everett Horton jako Ernest Figg
- Ben Blue jako Sitska
- Rafaela Ottiano jako Fluschotska
- Gregory Gaye jako Hrabia Georges De Remi
- Luana Walters jako Angela
- Alex Melesh jako Pulka Tomasto
- Victor Kilian jako stary wieśniak
- Michael Visaroff jako sędzia
- Keith Hitchcock jako lokaj
- Raymond Hatton jako Huskins
- Evelyn Keyes jako wiejska dziewczyna